# Мадридський саміт НАТО 1997
Мадридський саміт НАТО 1997 (англ. 1997 Madrid summit) — 14-та зустріч на вищому рівні глав держав та голів урядів країн-учасниць Північноатлантичного альянсу, що проходила з 8 по 9 липня 1997 року в Мадриді.
Головними темами обговорення під час саміту стали: розширення Альянсу, трансформація та відкритість блоку. Було оголошено про підтримку на першому етапі розширення трьох держав — Польщі, Чехії та Угорщини, які пізніше (1997 року) стали повноправними членами військового об'єднання. Не пройшли повз увагу глав держав та голів уряду питання, пов'язані зі співпрацею НАТО та країнами Середземномор'я. Приділялась особлива увага стосункам з Єгиптом, Ізраїлем, Мавританією, Марокко та Тунісом. На саміті було анонсоване рішення про створення у структурі міжнародного секретаріату групи середземноморського співробітництва (Середземноморський діалог), до складу якої увійшли радники зовнішньополітичних відомств країн-учасниць діалогу.
Також на саміті було підписано «Хартію про особливе партнерство між Україною і НАТО». Хартія стала основним політичним документом, який регулює відносини України з НАТО. Вона зафіксувала політичні зобов'язання сторін на найвищому рівні і визначила необхідність «розвивати відносини особливого і ефективного партнерства, яке сприятиме більшій стабільності і просуванню спільних демократичних цінностей у Центрально-Східній Європі».
Під час саміту були також розглянуті шляхи удосконалення заходів, які надають можливість участі всіх 44 країн-членів Ради євроатлантичного партнерства в будівництві європейської безпеки.

## Розширення НАТО

Пам'ятна фотографія лідерів країн-членів НАТО (Мадрид, 9 липня 1997 року)

31 травня 1997 року (напередодні саміту) Президент Сполучених Штатів Америки Білл Клінтон у своїй промові перед випускниками Військової академії в Уест-Пойнті підтвердив незмінність курсу Альянсу на розширення. До самого відкриття саміту тривали запеклі дискусії щодо остаточного списку держав, яким буде запропоновано членство в Північноатлантичному альянсі.
Сполучені Штати наполягали на розширення Польщею, Чехією та Угорщиною, які найбільш підготовлені у військовій і суспільно-політичній сферах. США підтримували Велика Британія, Данія, Ісландія, Норвегія, а також Нідерланди Однак дев'ять держав-членів НАТО, серед яких Франція, Італія, Бельгія, Люксембург, Канада, Греція, Португалія, Іспанія і Туреччина, заявили, що до першого раунду розширення мають долучитися, окрім Польщі, Чехії та Угорщини, також Румунія та Словенія.
На членство в Альянсі також збиралися претендувати Хорватія (за підтримки Німеччини та Італії) та Болгарія (за підтримки Греції та Туреччини).
Після інтенсивних дискусій з країнами-партнерами та після широкого обговорення в рамках Альянсу, лідери країн НАТО запросили тільки трьох східноєвропейських держав до переговорів щодо вступу до НАТО. Їх було запрошено на ювілейну 15-ту сесію Альянсу, яка повинна відбутися у Вашингтоні у 1999 році. А 16 грудня 1997 року з трьома запрошеними країнами було підписано додаткові протоколи (Accession Protocols), що визначали умови майбутнього членства в НАТО.
Крім того, на саміті була прийнята Декларація, у якій зазначалося, що Альянс залишається відкритим для вступу нових членів у відповідності до статті 10 Північноатлантичного договору, і що Альянс продовжуватиме запрошувати нових членів, які спроможні робити свій внесок у безпеку євроатлантичного простору та втілювати у життя принципи Договору, зокрема дотримуватися цінностей, які лежать в основі Альянсу: демократія, верховенство права, свобода слова, прозорі вибори тощо.
У ході саміту учасники особливо відмітили позитивний розвиток Румунії та Словенії вступити до Альянсу, а також окремо відмітили прагнення Естонії, Латвії та Литви щодо набуття повноцінного членства в Альянсі.

## Трансформація
Трансформація НАТО вперше почала обговорюватися за рік до саміту. На цьому процесі особливо наполягали Франція, яка у 1966 році покинула військову структуру Альянсу, і Німеччина. Основною причиною початку цього процесу вважають домінування Сполучених Штатів в організації в цілому, і в Європі зокрема.
У ході саміту спочатку постало питання щодо внутрішньої трансформації Альянсу, що пов'язане, передусім, зі створенням нової системи оперативних командувань НАТО. Основне завдання внутрішньої трансформації — адаптація до нових умов інтегрованого військового командування. Глави держав та голови урядів під час обговорення не дійшли єдиної згоди у питанні щодо повного оновлення структури. Один з дипломатів, присутній на обговоренні, під час неофіційної прес-конференції заявив:
|  | На саміті всі погодилися з тим, що Альянс потребує оновлення, але ніхто не хоче собою пожертвувати... |

Як наслідок, Франція відмовилася оголосити про своє повернення до структури НАТО.

## Середземноморський діалог
У ході саміту було прийнято рішення щодо розробки для країн Середземномор'я щорічної робочої програми у вигляді переліку заходів співробітництва у різних сферах діяльності (інформаційної, цивільного планування, науки, кризового регулювання, військової політики і стратегії, гуманітарного розмінування, нерозповсюдження, боротьби з тероризмом тощо).
Глави держав та голови урядів Хорватії, Нідерландів, Італії, Чехії, Іспанії, Португалії і Бельгії домовилися відкрити при посольствах у країнах Середземноморського басейну контактних представництв НАТО.
Також на саміті було прийнято рішення щодо створення спеціальної робочої групи середземноморського співробітництва, до складу якої увійшли радники зовнішньополітичних відомств Алжиру, Єгипту, Ізраїлю, Йорданії, Мавританії, Марокко та Тунісу.
Група стала складовою структури міжнародного секретаріату і першим постійним робочим органом, відповідальним за організацію консультацій з питань співробітництва та проблем Середземномор'я.

## Україна і НАТО
У рамках саміту глави держав та урядів країн-членів НАТО та Президент України Леонід Кучма підписали «Хартію про особливе партнерство між Україною та НАТО». Хартія зафіксувала політичні зобов'язання сторін на найвищому рівні розвивати особливе та ефективне партнерство, яке сприятиме забезпеченню більшої стабільності та спільних демократичних цінностей в Центрально-Східній Європі, а також стала основою для консультацій між НАТО і Україною в контексті євроатлантичної безпеки і стабільності та в таких галузях, як попередження конфліктів, врегулювання криз, підтримка миру і гуманітарні операції.
Після підписання Хартії Генеральний секретар НАТО Хав'єр Солана заявив:
|  | Сьогодні дійсно історичний день для НАТО і України. Сьогоднішнє підписання Хартії про особливе партнерство між Україною і НАТО стало початком нових відносин між Україною і Альянсом. |

## Присутні лідери

### Держави-члени
| - Бельгія — прем'єр-міністр Жан-Люк Дегане - Велика Британія — прем'єр-міністр Тоні Блер - Греція — прем'єр-міністр Костас Симітіс - Данія — прем'єр-міністр Поуль Нюруп Расмуссен - Ісландія — прем'єр-міністр Давід Оддссон - Іспанія — король Хуан Карлос I і прем'єр-міністр Хосе Марія Аснар - Італія — прем'єр-міністр Романо Проді - Канада — прем'єр-міністр Жан Кретьєн - Люксембург — прем'єр-міністр Жан-Клод Юнкер | - Нідерланди — прем'єр-міністр Вім Кок - Німеччина — канцлер Гельмут Коль - Норвегія — прем'єр-міністр Турбйорн Ягланд - Португалія — прем'єр-міністр Антоніу Гутерреш - США — президент Білл Клінтон - Туреччина — президент Сулейман Демірель - Франція — президент Жак Ширак - НАТО — генеральний секретар Хав'єр Солана |

### Держави, які не є членами
| - Австрія — канцлер Віктор Кліма - Азербайджан — президент Гейдар Алієв - Албанія — прем'єр-міністр Башкім Фіно - Білорусь — представник президента Віктор Шейман - Болгарія — президент Петро Стоянов - Вірменія — міністр закордонних справ Олександр Арзуманян - Грузія — президент Едуард Шеварнадзе - Естонія — президент Леннарта Мері - Казахстан — дипломат Ауєзхан Кирбасов - Латвія — президент Гунтіс Улманіс - Литва — президент Альгірдас Бразаускас - Македонія — президент Кіро Глігоров - Молдова — президент Петро Лучинський | - Польща — президент Олександр Квасневський - Росія — заступник голови Уряду РФ Валерій Сєров - Румунія — президент Еміль Константінеску - Словаччина — прем'єр-міністр Владимир Мечіар - Словенія — прем'єр-міністр Янез Дрновшек - Туркменістан — посол у Республіці Франція Чари Ніязов - Угорщина — прем'єр-міністр Горн Дьюла - Узбекистан — міністр закордонних справ Абдулазіз Камілов - Україна — президент Леонід Кучма - Фінляндія — президент Марті Ахтісаарі - Чехія — президент Вацлав Гавел - Швейцарія — федеральний радник Адольф Огі - Швеція — прем'єр-міністр Ганс Йоран Перссон |